# Trumna

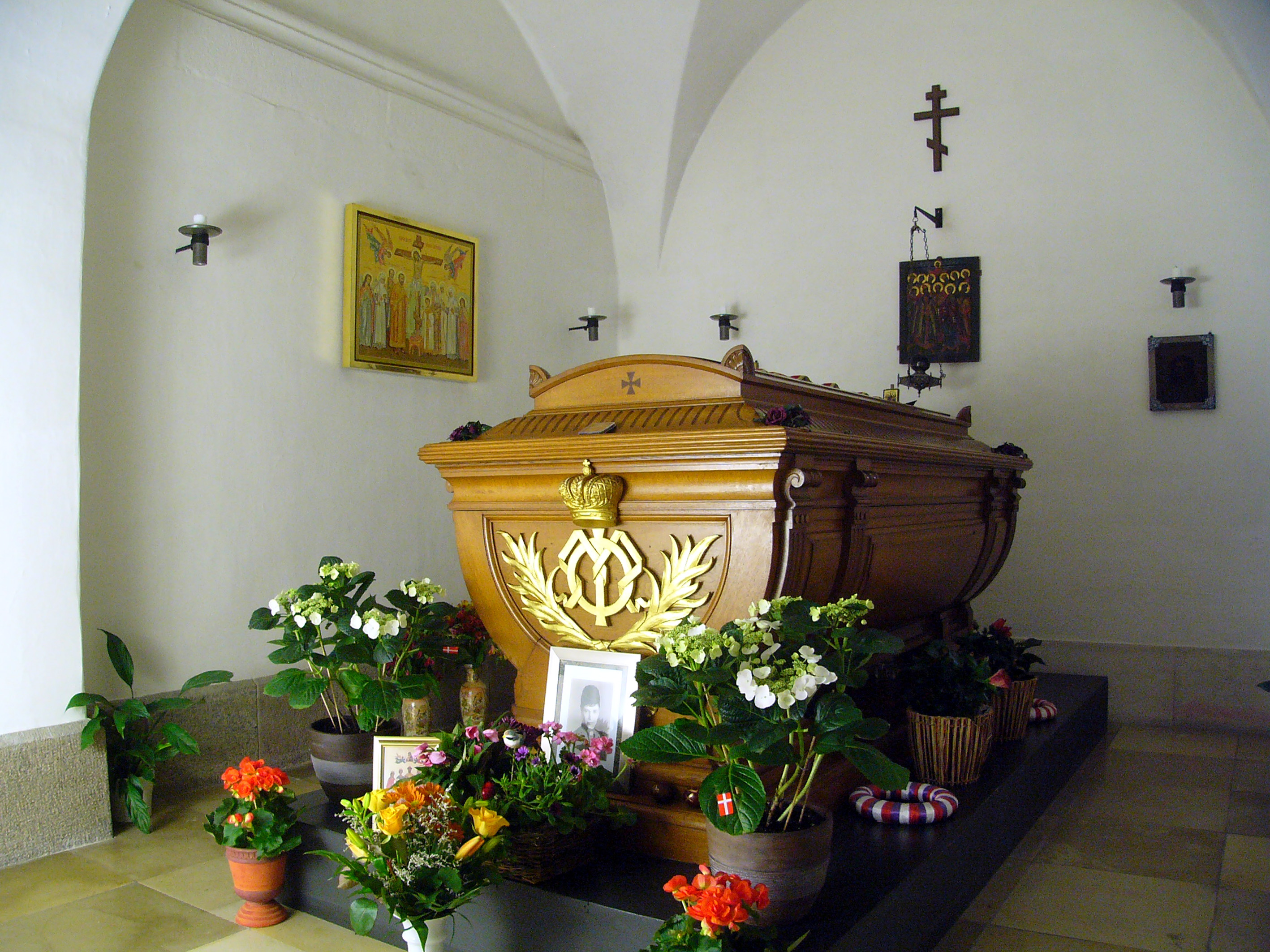
Trumna cesarzowej Dagmary, żony cara Aleksandra III

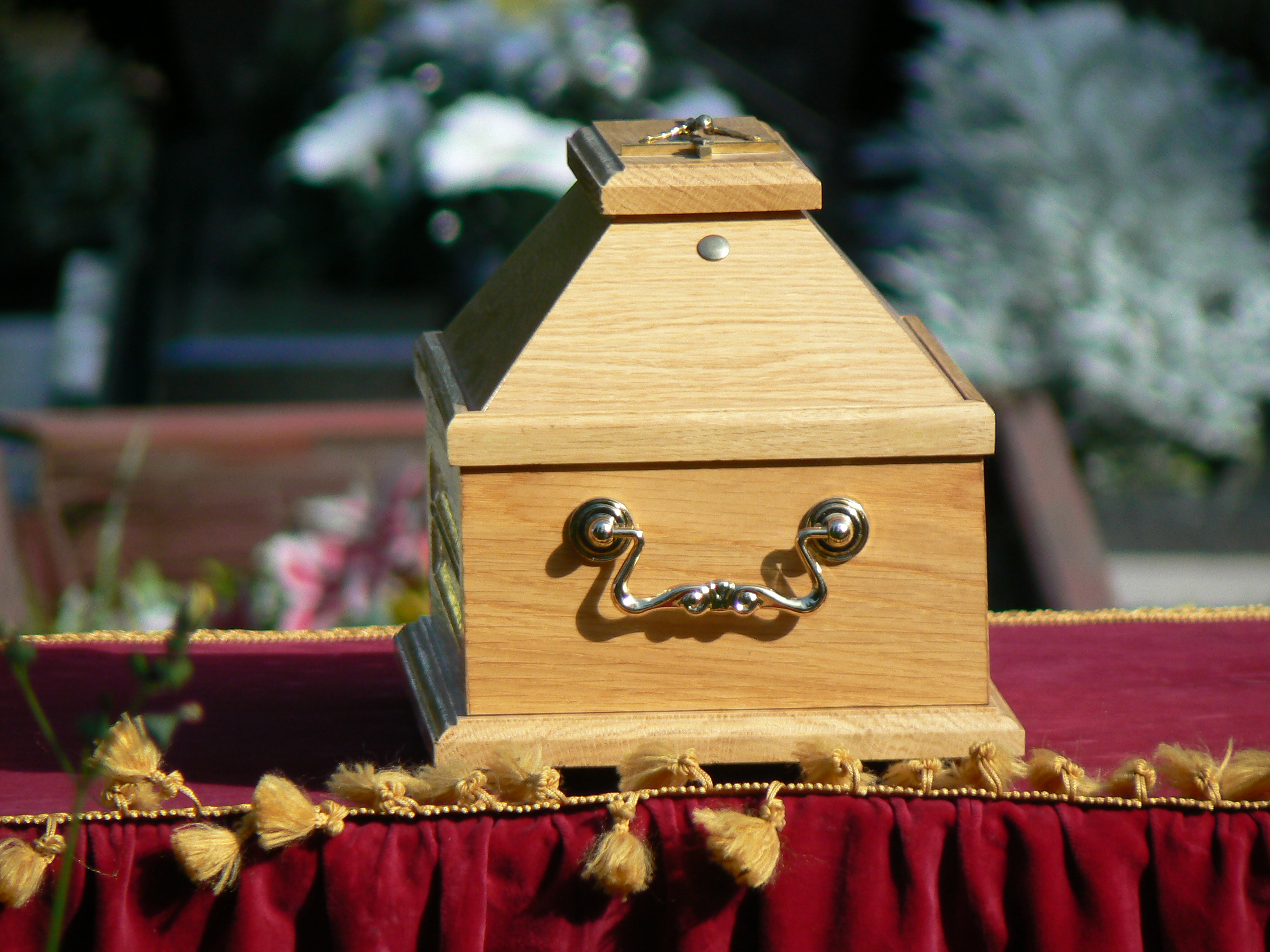
Współczesna trumna do pochówku popiołów

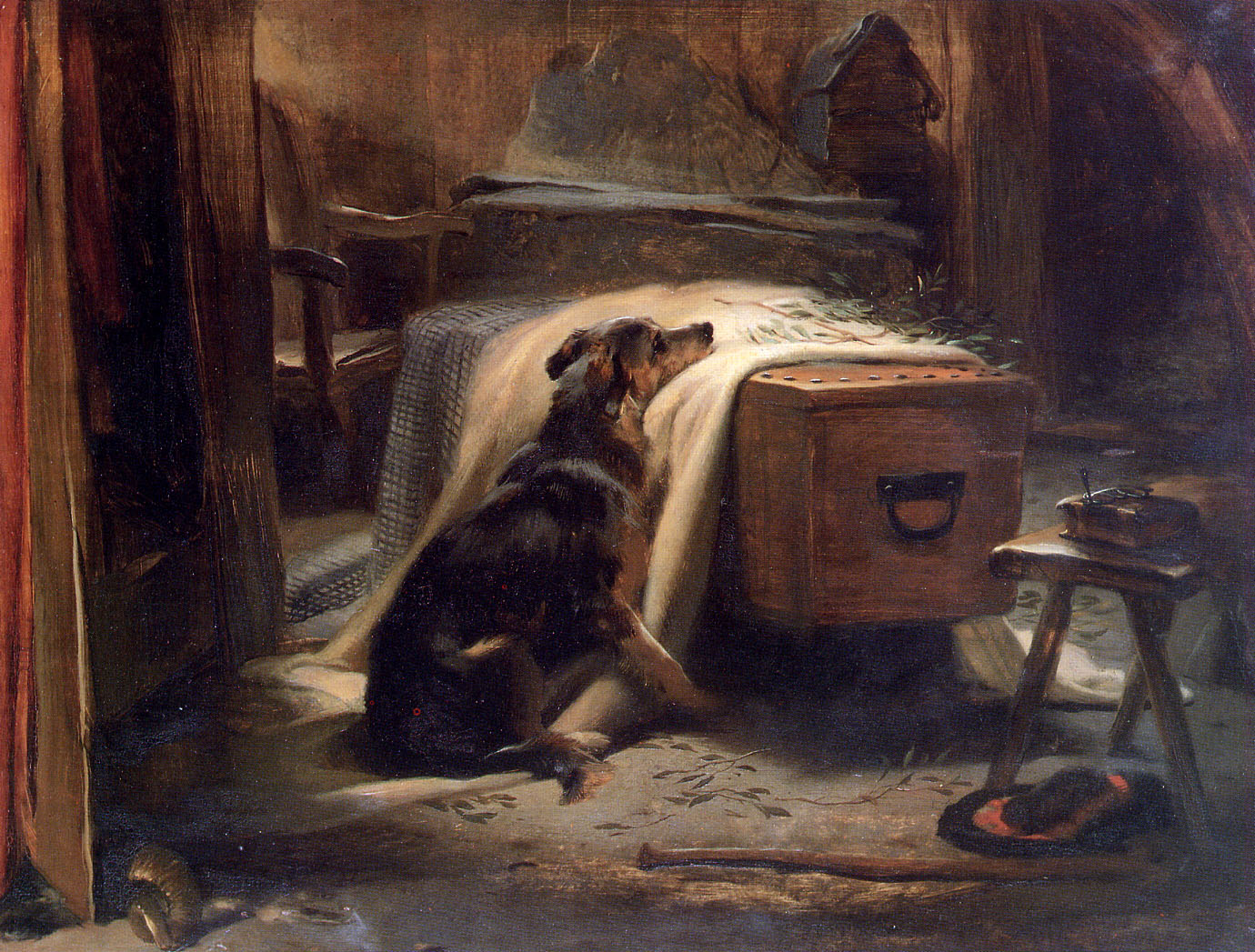
The Old Shepherd's Chief Mourner (Edwin Landseer, 1837)

Trumna (łac. tumba) – skrzynia drewniana lub metalowa, często wykładana materiałem i koronkami, służąca do pochówku zmarłych ludzi.
Trumny służą też nocą jako miejsce snu (np. w zakonie sióstr klarysek), a za dnia jako miejsce do siedzenia.
W kremacji bardzo często stosuje się trumny wykonane z kartonu (trumna kremacyjna) lub trumny słomiane.
Wyraz trumna pisany w starszych postaciach jako truna, trunna, pochodzi z języka średnio-wysoko-niemieckiego Truhe, Truhne – „skrzynia”.

## Historia
Pierwsze przypadki grzebania zmarłych w drewnianych skrzyniach odnotowano na początku średniowiecza (głównie władców). W tradycji polskiej według Długosza, pierwszym królem złożonym do grobu w trumnie był Bolesław Chrobry, który ma spoczywać pod Złotą Kaplicą w poznańskiej katedrze. Z tego samego okresu pochodzą resztki trumien odkrytych na wikińskim cmentarzysku w Bodzi. W Europie zwyczaj pochówku w trumnach upowszechnił się w XIV wieku. Naukowcy sądzą, że związane to było z epidemią dżumy, która w połowie XIV wieku panowała w Europie. Mogły stanowić one dodatkowe zabezpieczenie przed rozprzestrzenianiem się choroby.
Stosowano wówczas trumny sosnowe, dębowe; malowane lub obciągane czarnym materiałem. Jeżeli zmarły zginął w boju, jego trumna zamiast czerni miała kolor czerwony. Były też trumny w kolorze szarym, które oznaczały pokorę.
W XVII wieku trumny były metalowe i bogato zdobione. Wstawiano w nie również przeszklone okienko. Zmarłych ubierano w bogato zdobione szaty. Wśród polskiej szlachty tradycją stało się, że do trumny przybijano portret trumienny, malowany na blasze cynowej, srebrnej lub miedzianej, przedstawiający chowaną osobę, tzw. portret „osoby nieboszczykowskiej”. Po uroczystościach pogrzebowych portret wieszano w kościele lub kaplicy.
Zmarłego w całunie bądź w trumnie stawiano na marach – przenośnych noszach wspartych na nogach, z uchwytami do niesienia przez żałobników. Stałym, nieprzenośnym postumentem dla trumny był katafalk – podest na podwyższeniu wsparty kilkoma schodkami. Bogatszą formą katafalku było castrum doloris (namiot żałobny) – bogato dekorowane, z draperią i baldachimem, przypominające ołtarz.
Z uwagi na wysoki koszt trumny – w polskich miastach, a zwłaszcza na wsi, ciała chowano owinięte jedynie w całun; praktyka taka była powszechna aż do XIX w., pochówki całunowe zdarzały się jeszcze na początku XX wieku.

## Współczesność
Podczas targów funeralnych w Nowym Orleanie (Stany Zjednoczone) jeden z wystawców zaprezentował trumnę dwuosobową. Prezentowano tam również m.in.: trumnę-ciężarówkę, trumnę-limuzynę marki Mercedes oraz trumnę-cebulę.
Mając na uwadze ekologię, holenderski wynalazca Bob Hendrikx zaproponował trumnę wykonaną z grzybni. Taka trumna – wg pomysłodawcy – skracając proces rozkładu ciała z ok. 10 lat do 2–3 lat szybciej „zwraca zwłoki naturze”, dodatkowo usuwa z gleby toksyczne substancje i jest ekologiczną alternatywą dla tradycyjnych pochówków.
Papież Franciszek sprzeciwił się wielowiekowej praktyce składania zmarłego papieża w trzech zazębiających się trumnach: dotychczas składano zmarłego papieża w trzech zazębiających się trumnach wykonanych z cyprysu, ołowiu i dębu.